# Australimyza
Australimyza (лат.) — род двукрылых, единственный в составе семейства Australimyzidae, включающий девять видов. Род описан в 1953 году Роем Харрисоном в семействе Milichiidae, а в 1972 году Грэхам Гриффитс поместил этот род в самостоятельное семейство. Распространены в Новой Зеландии, Австралии и на ближайших островах. Серые и коричневые мухи длиной тела 1,3-2,6 мм, встречаются на морских пляжах. Личинки сапрофаги

## Виды
- Australimyza australensis (Mik, 1881) (=Australimyza anistomae Harrison, 1953) — Новая Зеландия
- Australimyza glandulifera Brake & Mathis, 2007 — Австралия
- Australimyza kaikoura Brake & Mathis, 2007 — Новая Зеландия
- Australimyza longiseta Harrison, 1959 — Новая Зеландия
- Australimyza macquariensis (Womersley, 1937) — Маккуори
- Australimyza mcalpinei Brake & Mathis, 2007 — Австралия, Тасмания, Лорд-Хау
- Australimyza salicorniae Harrison, 1959 — Новая Зеландия
- Australimyza setigera Harrison, 1959 — Новая Зеландия
- Australimyza victoria Brake & Mathis, 2007 — Австралия